# Предраг Степановић
Предраг Степановић (Мохач, 15. јануар 1942) је српски књижевник који живи и ствара у Будимпешти.

## Биографија
Предраг Степановић је рођен у Мохачу 15. јануара 1942. године. Отац Радован, рођен у Сантову, био је дугогодишњи парох мохачки. Мајка Даница Панић била је родом из Мохача.
Предраг Степановић је после завршене основне и средње школе у родном граду студирао славистику, мађарски и руски језик на Високонаставничкој школи у Печују да би касније стекао докторат на Филозофском факултету Универзитета „Лоранд Етвеш“ у Будимпешти. Степановић је остао при поменутом факултету где је дуго година предавао на Катедри за словенску филологију. Посебно се бавио историјом књижевности, а највеће признање је стекао изучавањем дијалектологије говора Срба и Хрвата у Мађарској.
Писањем приповедака почео је да се бави још за време студија и почео је да објављује у мађарским листовима. Касније је почео да пише на српском језику. Аутор је неколико запажених књига и збирки приповедака. Највише је упамћен по приповеци „Смрт цимбалиста Пиште“ због које су угледне београдске „Књижевне новине“ (16. септембар 1974) биле забрањене и повучене из продаје. Ова прича је довела до мањег међународног (југословенско-мађарског) скандала.
Предраг Степановић је веома значајан преводилац. Превео је многа дела српских као и других југословенских, а такође и дела мађарских књижевника: Рибникара, Данојлића, Шћепановића, Ивањија, Еркења, Чинга и Булатовића. Поједине драме које је превео изводила су и позната позоришта у Мађарској и у тадашњој Југославији.
Према његовом роману „Преполовљени“ 1986. је у сарадњи новосадске и печујске телевизије снимљен играни филм.
Предраг Степановић је једини од српских књижевника у Мађарској који пише прозу за децу.
За роман „Живети у Мохачу“ 2006. године је у Београду заслужено добио књижевну награду Арсеније Чарнојевић.
Предраг Степановић је дуго година био сарадник Народних новина у Будимпешти. Током 1989. и 1990. године био је један од уредника часописа Друштва српских, хрватских и словеначких књижевника у Мађарској "Глас". Касније ће од првог броја Српских народних новина уређивати рубрику за културу.
Предраг Степановић је био оснивач Задужбине Јакова Игњатовића у Будимпешти. Био је на челу издавачке радионице „Издан“ Српског демократског савеза где су се почетком 90-их година 20. века објваљивали наслови српске књижевности настале у Мађарској. Био је члан уредништва "Невена“, Српског календара и „Алманаха“ Српских народних новина у Будимпешти.

## Романи
- Преполовљени (Будимпешта, 1982)
- Живети у Мохачу (Београд, 2006)

## Збирка приповедака
- Малоградске и друге приче (Будимпешта, 1984)
- Усудне речи (Будимпешта - Београд, 2008)

## Књига за децу
- Приче о малом зецу (Београд - Ваљево, 1996)

## Есеји и критике
- Записи једног читаоца (Будимпешта, 1994)

## Дијалектологија
- Говори Срба и Хрвата у Мађарској (Будимпешта)
- Говори Срба у Мађарској (Будимпешта)

## Књижевне награде
- Повеља Задужбине Јакова Игњатовића (Будимпешта)
- Арсеније Чарнојевић (Београд, 2006)